# 孛朮魯翀
孛术鲁翀（1278年—1338年），原名思温，字伯和，后改名为翀，字子翚，女真孛术鲁氏，邓州顺阳（今河南省邓州市西北）人，元朝政治人物。
大德十一年（1307年），被推荐授襄阳县儒学教谕，升为汴梁路儒学正。由翰林学士承旨姚燧举荐，预修《世皇实录》。至大四年（1311年），授翰林国史院编修官。延祐二年（1315年），为河东道廉访司经历，转任陕西行台监察御史。次年，拜监察御史。又为翰林修撰，改左司都事。拜住任丞相期间，领国子监，升右司员外郎，奉命预修《大元通制》，并作序。泰定元年（1324年），为国子司业。次年，为河南行省左右司郎中，入朝为佥太常礼仪院事，纂修《太常集礼》，兼经筵官。后历任陕西汉中道廉访使、集贤直学士兼国子祭酒等职。元统二年（1334年），为江浙行省参知政事。元统三年（1335年）担任翰林侍讲学士，去世后，追封南阳郡公，谥文靖。著有包括《菊潭集》的文集六十卷。其子孛朮魯遠。

## 延伸阅读
[在维基数据编辑]
 《元史/卷183》，出自宋濂《元史》
 《新元史/卷211》，出自柯劭忞《新元史》